# La Resource (Trinidad y Tobago)
La Resource es una localidad de Trinidad y Tobago, que forma parte de la región de Tunapuna-Piarco.

## Geografía
La localidad abarca parte de la isla Trinidad y limita al norte con Arima Heights-Temple Village, al sur con D'Abadie, al este con Sherwood Park y al oeste con Surrey Village, Arouca y La Florisante.

## Demografía
Datos demográficos de la localidad de La Resource:
| Gráfica de evolución demográfica de La Resource entre 2000 y 2011 |
|                                                                   |